# Selvaggina, Go Back into the Woods
Selvaggina, Go Back into the Woods to album grupy Coil zawierający nagrania zarejestrowane na koncercie w Jesi we Włoszech 11 czerwca 2004 roku. Pierwsza edycja płyty (CD-R) była ograniczona do 230 sztuk. Później pliki do ściągnięcia z utworami z Selvaggina... udostępniono na oficjalnej stronie Coila, Thresholdhouse.com.
Wydanie płyty przypominało to w którym ukazały się albumy Coil Presents Time Machines, Megalithomania!, i oryginalna edycja Black Antlers.
Utwory "The Gimp - Sometimes", "Sex With Sun Ra", "All The Pretty Little Horses", "Teenage Lightning" i "Wraiths And Strays" ukazały się w zmienionych wersjach i pod trochę zmienionymi tytułami na Black Antlers. "Bang Bang" to znany też z innych albumów live Coila cover utworu Sonny'ego Bono. "Tattooed Man" w zmienionej aranżacji znalazł się na The Ape Of Naples. Wersja "Amethyst Deceivers" z Selvaggina... przypomina te zamieszczone na The Ape Of Naples i Live Two.
Coil podczas nagrania albumu tworzyli John Balance, Peter Christopherson i Thighpaulsandra.

## Spis utworów
1. "The Gimp - Sometimes" – 8:03
2. "Sex With Sun Ra" – 8:13
3. "All The Pretty Little Horses" – 3:18
4. "Tattooed Man" – 10:21
5. "Teenage Lightning" – 8:43
6. "Wraiths And Strays" – 6:48
7. "Black Antlers" – 5:35
8. "Bang Bang" – 3:21
9. "Amethyst Deceivers" – 10:31